# 比斯库·贝洛
比斯库·贝洛（匈牙利語：Biszku Béla，1921年9月13日—2016年3月31日），匈牙利索博尔奇-索特马尔-贝拉格州马罗克保皮人，匈牙利政治人物，曾任匈牙利社会主义工人党中央政治局委员、中央委员会书记（1962年—1978年）、匈牙利内政部长（1957年—1961年）。他曾被指控在镇压匈牙利十月事件的过程中犯下战争罪，成为第一位因共产主义时期的行为被起诉的前高级官员。

## 早年生活
1921年9月13日，比斯库·贝洛生于匈牙利王国拜赖格县马罗克（今匈牙利共和国索博尔奇-索特马尔-拜赖格州马罗克保皮）的一个雇工家庭，其父名为比斯库·哲尔吉，其母名为戴布赖采尼·艾泰尔考。在完成了6年小学和4年的州立民办学校后，他于1937年进入威尔特海姆电梯及机械制造厂担任钳工学徒。1938年，比斯库加入了布达佩斯翁焦尔弗尔德（第十三区）工人区的金属工人青年组织。1941年—1942年，他在马克斯与梅赖科学仪器厂工作。1942—1943年，他受雇于匈牙利的飞利浦工厂。1943年，比斯库加入了金属工人工会Vasas Szakszervezet，并积极参与组织工作。
1944年，比斯库加入匈牙利共产党（1948 年该党与匈牙利社会民主党合并，称匈牙利劳动人民党，1956年更名为匈牙利社会主义工人党），并参与了翁焦尔弗尔德抵抗运动，该运动在二战末期与纳粹德国占领军和与纳粹合作的箭十字党作斗争。战后，比斯库在布达佩斯的警察组织中发挥了作用，之后他建立了匈牙利共产党在布达佩斯第十三区的支部。1945年，在布达佩斯第八区区委会工作，1946年赴市委工作。

## 政治生涯
1949年5月，他担任了六周的匈牙利劳动人民党中央领导干部部副部长。1949年匈牙利议会选举后，匈牙利劳动人民党建立了一党专政。比斯库在布达佩斯任职直到1951年被接任。此后到1953 年，任布达佩斯第十区区委书记。1953年9月开始，他在匈牙利劳动人民党政治学院进修。1955年到1956年，任布达佩斯第十三区区委书记。

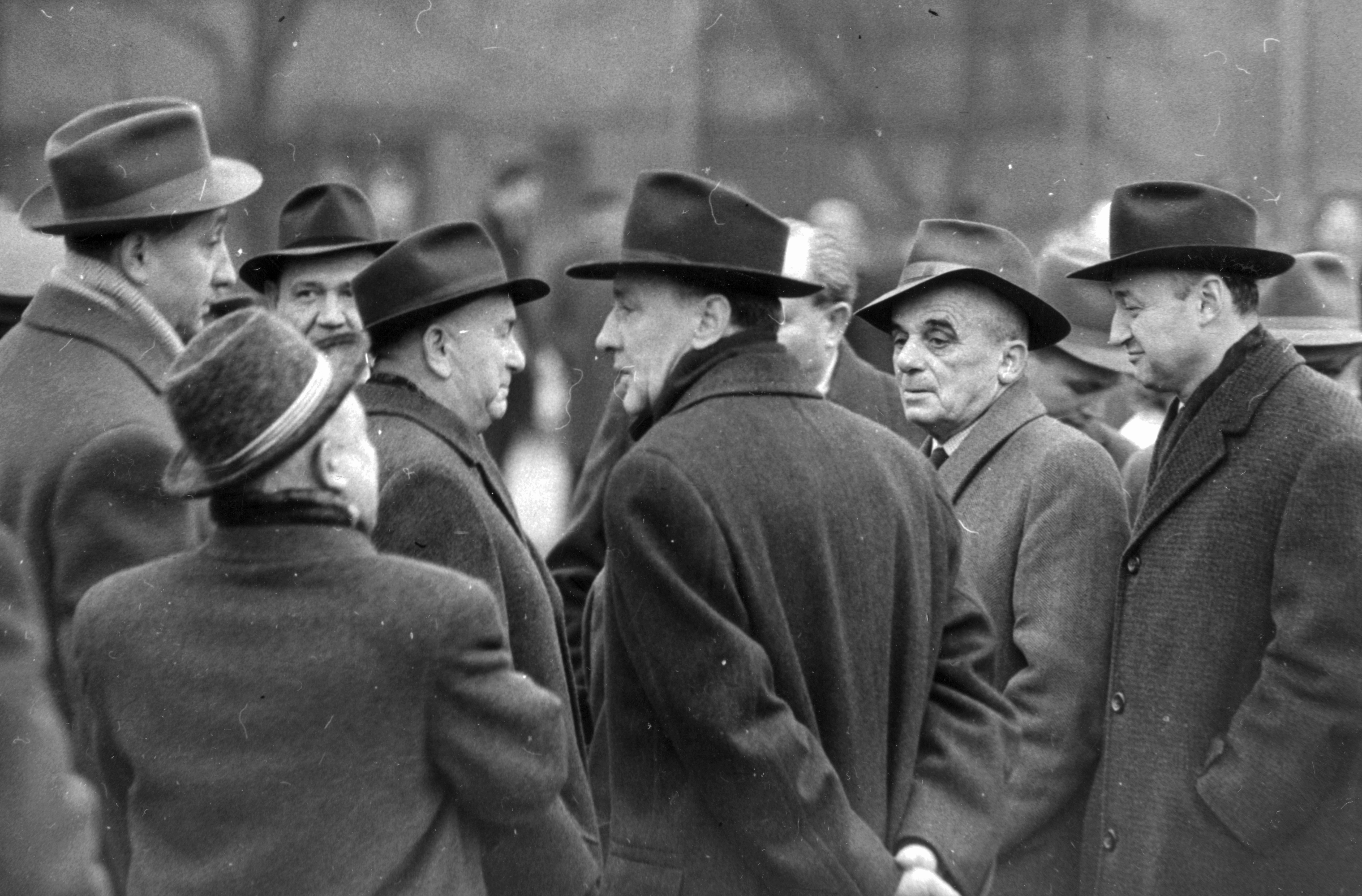
1960年的匈牙利共产主义政治家，包括比斯库（右）和卡达尔（中）

匈牙利十月事件期间，他在党员和工人中聚集了当地的亲共武装团体，在人民起义的最初几天就反对叛乱分子。因此，在革命镇压后，他于1958年4月被授予工农力量勋章。在党组织工作所年后，比斯库在十月事件后崭露头角。
1956年11月起，比斯库·贝洛担任匈牙利社会主义工人党中央政治局委员。1957年2月到1961年9月，他担任卡达尔·亚诺什政府的内务部长。由于这种身份，他以严厉镇压和惩戒十月事件而闻名，十月事件是东方集团反对共产党政府和苏联强加政策的最大的反抗之一。1961年到1962年11月，他与奥普罗·安托尔、福克·耶诺和卡洛伊·久洛一起出任匈牙利政府副总理。1962年11月27日，他被费赫尔·拉约什接任。1958年匈牙利议会大选中，比斯库还当选议会议员，代表索博尔奇-索特马尔县的第一选区。1971年4月，由于没有在当年的议会大选中竞选连任，他卸任议会议员。1962年到1978年，比斯库担任匈牙利社会主义工人党中央委员会书记。
作为强硬的共产主义者，比斯库强烈反对卡达尔政府于1968年强推的“包含资本主义元素”的新经济机制。1972年，他与科莫钦·佐尔坦等同僚一起计划发动一场政变，迫使卡达尔辞去几乎所有公职，以使匈牙利回到更正统的苏联式社会主义道路上。比斯库试图让尤里·安德罗波夫相信他的所作所为是正确的，但安德罗波夫立即提醒了卡达尔。之后，卡达尔逐步将比斯库逐出权力层。1975年—1985年，比斯库再度当选议会议员，这次他代表索博尔奇-索特马尔县的第二选区。
1978年4月，匈牙利社会主义工人党中央全会解除了比斯库·贝洛的中央委员会书记职务，并宣布其退休，内梅特·卡罗伊出任中央委员会书记，取代保守派的比斯库·贝洛成为党中央第二把手。比斯库·贝洛自此退出权力核心。1980年—1989年，他担任全国工会理事会审计委员会主席。匈牙利社会主义工人党的领导层在1985年大选中采用了新的选举制度，在每个选区均实行多重候选人制度。比斯库被另一个党员击败，失去了议会席位。

## 退休后
从1989年匈牙利民主化运动到2011年，比斯库在相对默默无闻的情况下，成功逃避了对卡达尔政权下侵犯人权行为的任何形式的起诉，并试图以有利的方式描绘该政权。
2008年夏天，匈牙利博主和纪录片制片人施克劳布什基·弗鲁日娜发表了一篇题为《共产党人，颤抖吧！》（Kommunisták，reszkessetek！）的帖子，宣布寻找仍在世的前共产主义政治家。施克劳布什基和诺瓦克·陶马斯向比斯库声称他们是一个不存在的组织的成员，打算拍一部关于他的电影《马罗克保皮的孩子》。在最后一次见面，举行完一场由背景表演者参加的虚假的庆祝活动后，他们才透露了他们的真实意图。因此，起初比斯库并没有拒绝为影片做出贡献，并回答了敏感的政治问题。在其中，比斯库称十月事件是“反革命”，并补充说他对死刑和报复措施没有感到任何遗憾和悔恨。他还说，十月事件期间的总理纳吉·伊姆雷是罪有应得。
比斯库最初同意公演，但在主流媒体报道后，他撤回了许可。其家人还抗议在布达佩斯的一家电影院放映这一纪录片。但最终，这一题为《无罚之罪》的纪录片于2010年6月公映。后来，比斯库的女儿们在看了这一纪录片后，为放映做了贡献。议会中的文化和媒体委员会也支持放映，议会后来通过了一项法律，禁止以隐私权为由阻止历史纪录片的公开放映。

## 刑事调查及审判
之后，匈牙利议会通过了一项所谓的“比斯库法案”，该法案旨在起诉被视为对阻止1956年起义负有责任的前共产党主要政治家和执法官员。起草这一法案的议员古亚什·盖尔盖伊在2011年10月的新闻发布会上说，该法案符合宪法及国际法。
2011年，比斯库接受刑事调查。他被指控犯有“否认共产主义罪行”的罪名，可能导致三年监禁。
2012年9月10日，比斯库·贝洛因涉嫌镇压1956年匈牙利革命犯有战争罪而被软禁。他是1956年共产党领导层中第一位面临刑事调查的政治家。他被指控未能在战时保护平民。此外，他需要负责命令安全部队向人群开火。如果他被判犯有针对他的指控，他可能面临无期徒刑。他本人否认了这些指控。
对他的罪行裁定于2014年5月13日开始。2014年5月13日，他被判犯有在镇压1956年起义期间的战争罪，并被判处五年零六个月的监禁。指控认为，在1956年匈牙利革命中，比斯库下达了向平民开枪的命令，例如1956年12月6日在匈牙利首都布达佩斯打死3人，两天以后在匈牙利北部的绍尔戈陶尔扬打死46人。比斯库还被判犯有其他罪名，包括“否认共产主义罪行”。然而，大都会上诉法院于2015年6月1日撤销了一级谋杀的判决，并下令重新审判。上诉法院认为，“确定历史责任和刑事责任之间存在显著和实质性的差异”。
2015年12月17日，布达佩斯大都会法院以共犯战争罪判处比斯库两年有期徒刑，缓刑三年。然而，法院还裁定，没有足够的证据表明，作为内政部长和匈牙利社会主义工人党所谓临时执行委员会成员的比斯库曾于1956年12月在绍尔戈陶尔扬发布命令，向49名抗议者开枪，并在1957年3月殴打学者。
2016年3月31日，比斯库在布达佩斯逝世，享年94岁，在可能被判处二级谋杀之前。制作纪录片的施克劳布什基·弗鲁日娜表示，匈牙利司法机构“正在等待他的死亡……以防止弹劾前共产党高级政治家的……雪崩开始”。